# Halle Open 2017
L'Halle Open 2017, conosciuto anche come Gerry Weber Open per motivi di sponsorizzazione, è stato un torneo di tennis giocato sull'erba. È stata la 25ª edizione del Halle Open, che fa parte della categoria ATP Tour 500 nell'ambito dell'ATP World Tour 2017. Si è giocato al Gerry Weber Stadion di Halle, in Germania, dal 19 al 25 giugno 2017.

## Partecipanti

### Singolare

#### Testa di serie
| Nazionalità | Giocatore             | Ranking* | Testa di serie |
| ----------- | --------------------- | -------- | -------------- |
| Svizzera    | Roger Federer         | 5        | 1              |
| Austria     | Dominic Thiem         | 8        | 2              |
| Giappone    | Kei Nishikori         | 9        | 3              |
| Germania    | Alexander Zverev      | 10       | 4              |
| Francia     | Gaël Monfils          | 15       | 5              |
| Francia     | Lucas Pouille         | 16       | 6              |
| Spagna      | Roberto Bautista Agut | 19       | 7              |
| Spagna      | Albert Ramos Viñolas  | 22       | 8              |

* Ranking al 12 giugno 2017.

#### Altri partecipanti
I seguenti giocatori hanno ricevuto una wild card per il tabellone principale:
- Dustin Brown
- Tommy Haas
- Andrej Rublëv

I seguenti giocatori sono passati dalle qualificazioni:

- Lukáš Lacko
- Maximilian Marterer
- Vasek Pospisil
- Michail Južnyj

Il seguente giocatore è entrato in tabellone come lucky loser:
- Yūichi Sugita

### Ritiri
Prima del torneo
- Pablo Carreño Busta →sostituito da  Benoît Paire
- Lu Yen-hsun →sostituito da  Yūichi Sugita

Durante il torneo
- Kei Nishikori

### Doppio

#### Teste di serie
| Nazionalità | Giocatore         | Nazionalità | Giocatore            | Ranking* | Testa di Serie |
| ----------- | ----------------- | ----------- | -------------------- | -------- | -------------- |
| Polonia     | Łukasz Kubot      | Brasile     | Marcelo Melo         | 14       | 1              |
| Sudafrica   | Raven Klaasen     | Stati Uniti | Rajeev Ram           | 25       | 2              |
| Paesi Bassi | Jean-Julien Rojer | Romania     | Horia Tecău          | 43       | 3              |
| Romania     | Florin Mergea     | Pakistan    | Aisam-ul-Haq Qureshi | 64       | 4              |

* Ranking al 12 giugno 2017.

### Altri partecipanti
Le seguenti coppie hanno ricevuto una wild card per il tabellone principale:
- Dustin Brown /  Jan-Lennard Struff
- Florian Mayer /  Philipp Petzschner

La seguente coppia è passata dalle qualificazioni:

- Andre Begemann /  Tim Pütz

### Ritiri
Durante il torneo
- Brian Baker

## Campioni

### Singolare
Roger Federer ha sconfitto in finale  Alexander Zverev con il punteggio di 6-1, 6-3.
- È il novantaduesimo titolo per Federer, quarto della stagione e nono titolo ad Halle.

### Doppio
Łukasz Kubot /  Marcelo Melo hanno sconfitto in finale  Alexander Zverev /  Miša Zverev con il punteggio di 5-7, 6-3, [10-8].